# Модул на свиваемост
Модулът на свиваемост (наричан още модул на всестранно свиване, модул на обемна еластичност или модул на обемните деформации; означение – {\displaystyle K} или {\displaystyle B}) е свойството на дадено вещество да се съпротивлява спрямо всестранно свиване. Дефинира се от съотношението на безкрайно малкото увеличение на налягането, водещо до съответното относително намаляване на обема.

## Определение
| Вещество          | Модул на свиваемост (GPa)                   |
| ----------------- | ------------------------------------------- |
| Въздух (при н.у.) | 1,01×10−4 (изотермен) 1,42×10−4 (адиабатен) |
| Хелий (твърд)     | 0,05                                        |
| Метанол           | 0,823                                       |
| Етанол            | 0,896                                       |
| Ацетон            | 0,92                                        |
| Минерално масло   | 1 – 1,6                                     |
| Цезий             | 1,6                                         |
| Вода              | 2,08 (0,1 MPa) 2,68 (100 MPa)               |
| Рубидий           | 2,5                                         |
| Глицерин          | 4,35                                        |
| Натрий            | 6,3                                         |
| Йод               | 7,7                                         |
| Барий             | 9,6                                         |
| Литий             | 11                                          |
| Живак             | 28,5                                        |
| Бисмут            | 31                                          |
| Стъкло            | 35 – 55                                     |
| Олово             | 46                                          |
| Алуминий          | 76                                          |
| Стомана           | 160                                         |
| Злато             | 180                                         |
| Борен карбид      | 271                                         |
| Магнезиев диоксид | 277                                         |
| Бор               | 320                                         |
| Родий             | 380                                         |
| Диамант           | 442                                         |
| Осмий             | 462                                         |
| Нанодиамант       | 491                                         |

Модулът на свиваемост {\displaystyle K>0} може да бъде изчислен от уравнението:
{\displaystyle K=-V{\frac {dP}{dV}}},
където {\displaystyle P} е налягането (натискът), {\displaystyle V} е обемът, а {\displaystyle dP/dV} е производната на налягането спрямо обема.
Спрямо масата, уравнението има следния вид:
{\displaystyle K=\rho {\frac {dP}{d\rho }}},
където {\displaystyle \rho } е плътността, а {\displaystyle dP/d\rho } е производната на налягането по отношение на плътността.
Реципрочната стойност на модула на свиваемост се нарича коефициент на свиваемост ({\displaystyle \kappa }):
{\displaystyle \kappa ={\frac {1}{K}}} или {\displaystyle \kappa =K^{-1}}
Модулът на свиваемост е приложим тогава, когато са налични всестранни, равни по сила напрежения, които от своя страна водят до всестранна (обемна) деформация.
Други модули, които описват поведението на материала при определено напрежение, са:
- модул на еластичност – при ленейни (нормални) напрежения,[4]
- модул на срязване – при тангенциални напрежения (хлъзгане, срязване).

При флуиди, модулът на свиваемост е от основно значение. За анизотропно твърдо вещество, като хартия или дърво, трите модула не съдържат достатъчно информация, която да описва поведението на съответния материал. В такъв случай, трябва да бъде използван обобщеният закон на Хук.

## В термодинамиката
Модулът на свиваемост е термодинамична величина, за чието определяне са необходими данни за температурните вариации при натиск:
- постоянна температура – изотермен модул на свиваемост ({\displaystyle K_{T}});
- постоянна ентропия – изентропен (адиабатен и обратим) модул на свиваемост ({\displaystyle K_{S}});

както и други възможни вариации. Тези разграничения са особено важни при газовете.
За идеален газ, изентропният модул на свиваемост ({\displaystyle K_{S}}) е:
{\displaystyle K_{S}=\gamma \,p},
а изотермният ({\displaystyle K_{T}}):
{\displaystyle K_{T}=p},
където
{\displaystyle \gamma \,} е адиабатният показател (константа на Поасон);
{\displaystyle p} е налягането.
Когато става въпрос за реален газ, то тези уравнения биха дали само приблизителни стойности за модула на свиваемост. При флуидите модулът на свиваемост и плътността водят до определяне на скоростта на звука чрез формулата на Нютон-Лаплас:
{\displaystyle c={\sqrt {\frac {K}{\rho }}}.}
За твърди вещества {\displaystyle K_{S}} и {\displaystyle K_{T}} са с много близки стойности.
Твърдите вещества, също така, могат да издържат и на напречни вълнови движения, а за тяхното определяне е нужен модулът на срязване.

## Измерване

### Начин на измерване
Измерването на модула на свиваемост става чрез използване на прахова дифракция и прилагане на изотропно налягане. Флуидът показва способността си да променя обема си спрямо приложения натиск.
Вещество с модул на свиваемост 35 GPa намалява обема си с 1 % при налягане от 0,35 GPa.

### Единица на измерване
Мерната единица за модула на свиваемост, в системата SI, е паскал (Pa) и неговите производни – хектопаскал (hPa), мегапаскал (MPa), гигапаскал (GPa) и т.н.